# Satovtja
Satovtja (bulgariska: Сатовча) är en ort i Bulgarien.   Den ligger i kommunen Obsjtina Satovtja och regionen Blagoevgrad, i den sydvästra delen av landet, 130 km söder om huvudstaden Sofia. Satovtja ligger 994 meter över havet och antalet invånare är 2 382.
Terrängen runt Satovtja är kuperad. Närmaste större samhälle är Sărnitsa, 13,6 km norr om Satovtja.
Trakten runt Satovtja består i huvudsak av gräsmarker. Runt Satovtja är det ganska tätbefolkat, med 52 invånare per kvadratkilometer.